# Inhulets
 For alternative betydninger, se Inhulets (by).
Inhulets (ukrainsk: Інгулець, tr. Inhulets; russisk: Ингулец, tr. Ingulets) er en 549 km lang flod i Ukraine, der har et afvandingsareal på 13.700 km².
Floden udspringer i Dneprs højland nær byen Kropyvnytskyj i Kirovohrad oblast ca. 30 km fra Dnepr som den løber parallelt med. Inhulets svinger senere mod syd, hvor den løber gennem Dnipropetrovsk, Kherson og Mykolaiv oblaster, før den udmunder i Dnepr ca. 30 km øst for byen Kherson.
Nær byen Kryvyj Rih har forløbet af floden skabt mange små øer, der har en rig vegetation. Imidlertid hæmmes vegetation af den megen forurening af floden, der kommer fra den nærliggende mineindustri.
Vigtige bifloder til Inhulets floden er Saksahan og Vysun. Ved floden ligger bl.a. byerne Kryvyj Rih, Inhulets og Snihurivka.